# Zapasy na Igrzyskach Imperium Brytyjskiego 1934
Wyniki zawodów zapaśniczych rozegranych podczas II Igrzysk Imperium Brytyjskiego w 1934 roku. Startowali tylko mężczyźni (w stylu wolnym) w siedmiu kategoriach wagowych. 

## Rezultaty
| Kat. wagowa     |                |              |                |
| --------------- | -------------- | ------------ | -------------- |
| Waga kogucia    | Edward Melrose | Ted McKinley | Joe Reid       |
| Waga piórkowa   | Robert McNab   | Joe Nelson   | Murdoch White  |
| Waga lekka      | Dick Garrard   | G. E. North  | Howie Thomas   |
| Waga półśrednia | Joe Schleimer  | William Fox  | Rashid Anwar   |
| Waga średnia    | Terry Evans    | Stan Bissell | Robert Harcus  |
| Waga półciężka  | Mick Cubbin    | Bernard Rowe | Alex Watt      |
| Waga ciężka     | Jack Knight    | Pat Meehan   | Archie Dudgeon |

## Tabela medalowa
| Poz. | Państwo           |   |   |   | Łącznie |
| 1    | Kanada            | 3 | 2 | 2 | 7       |
| 2    | Australia         | 2 | - | - | 2       |
| 3    | Szkocja           | 1 | - | 3 | 4       |
| 4    | Południowa Afryka | 1 | - | - | 1       |
| 5    | Anglia            | - | 5 | 1 | 6       |
| 6    | Indie Brytyjskie  | - | - | 1 | 1       |